# Rue Ravon
La rue Ravon est une voie de communication de Bourg-la-Reine dans les Hauts-de-Seine, en France.

## Situation et accès
Elle se termine en impasse côté est.

## Origine du nom
Cette rue porte le nom de Pierre Ravon, maire de Bourg-la-Reine du 11 décembre 1851 à 1864.

## Historique

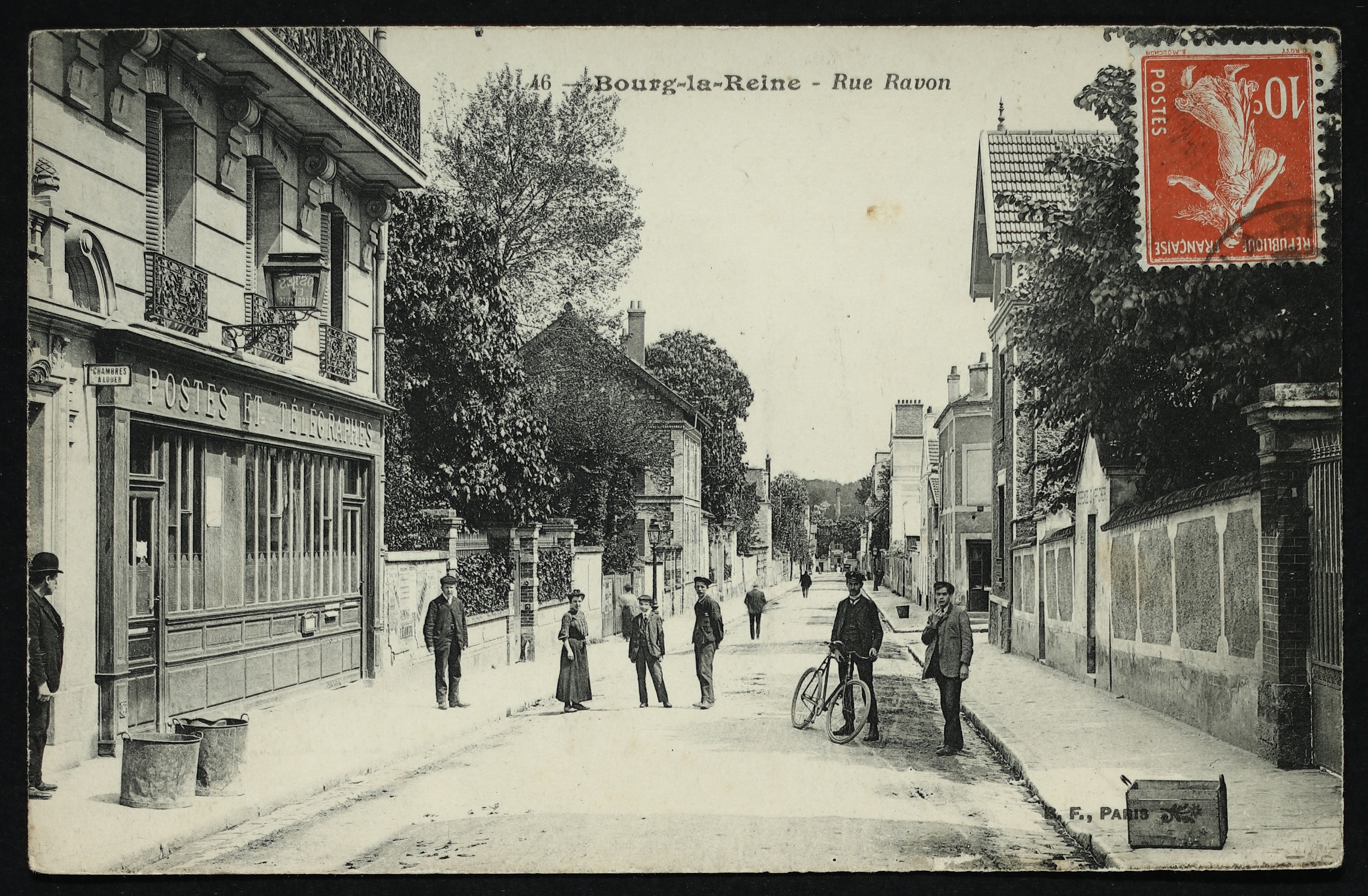
Carte postale de la rue Ravon.

Deux manufactures de cierges se trouvaient dans cette rue : Les établissements Paul-Joseph Carrière au no 17, et les établissements Jean Kolb au no 33.

## Bâtiments remarquables et lieux de mémoire

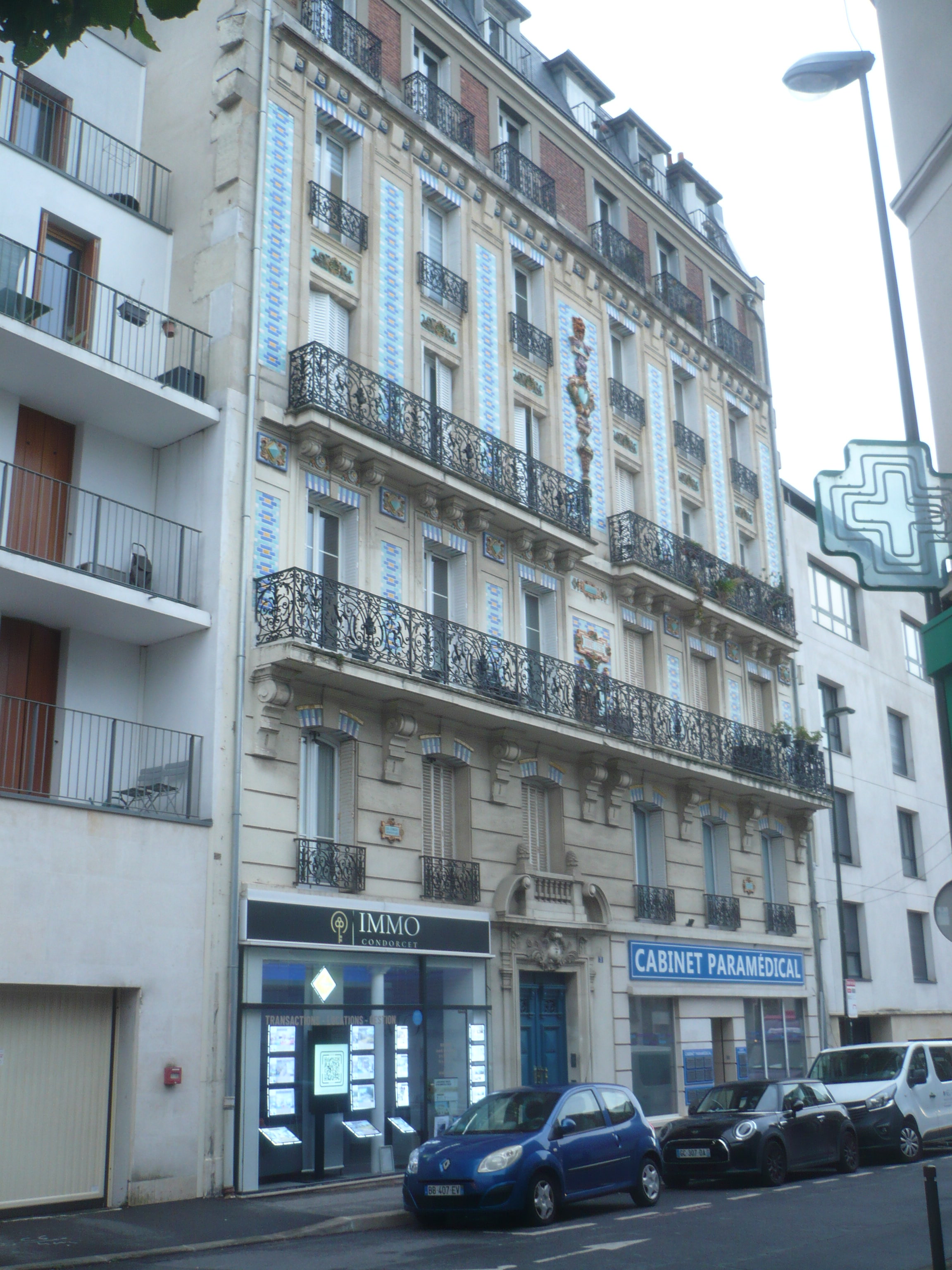
Immeuble au numéro 3 de la rue.

- Au no 3, un immeuble, à la façade décorée de céramiques, construit dans les dernières années du 19e siècle par l'architecte Édouard Lewicki[3]. Louis Joxe (1901-1991), résistant, diplomate et homme politique, y est né. Au début du XXe siècle, la poste de Bourg-la-Reine était établie au rez-de-chaussée[4],[5].

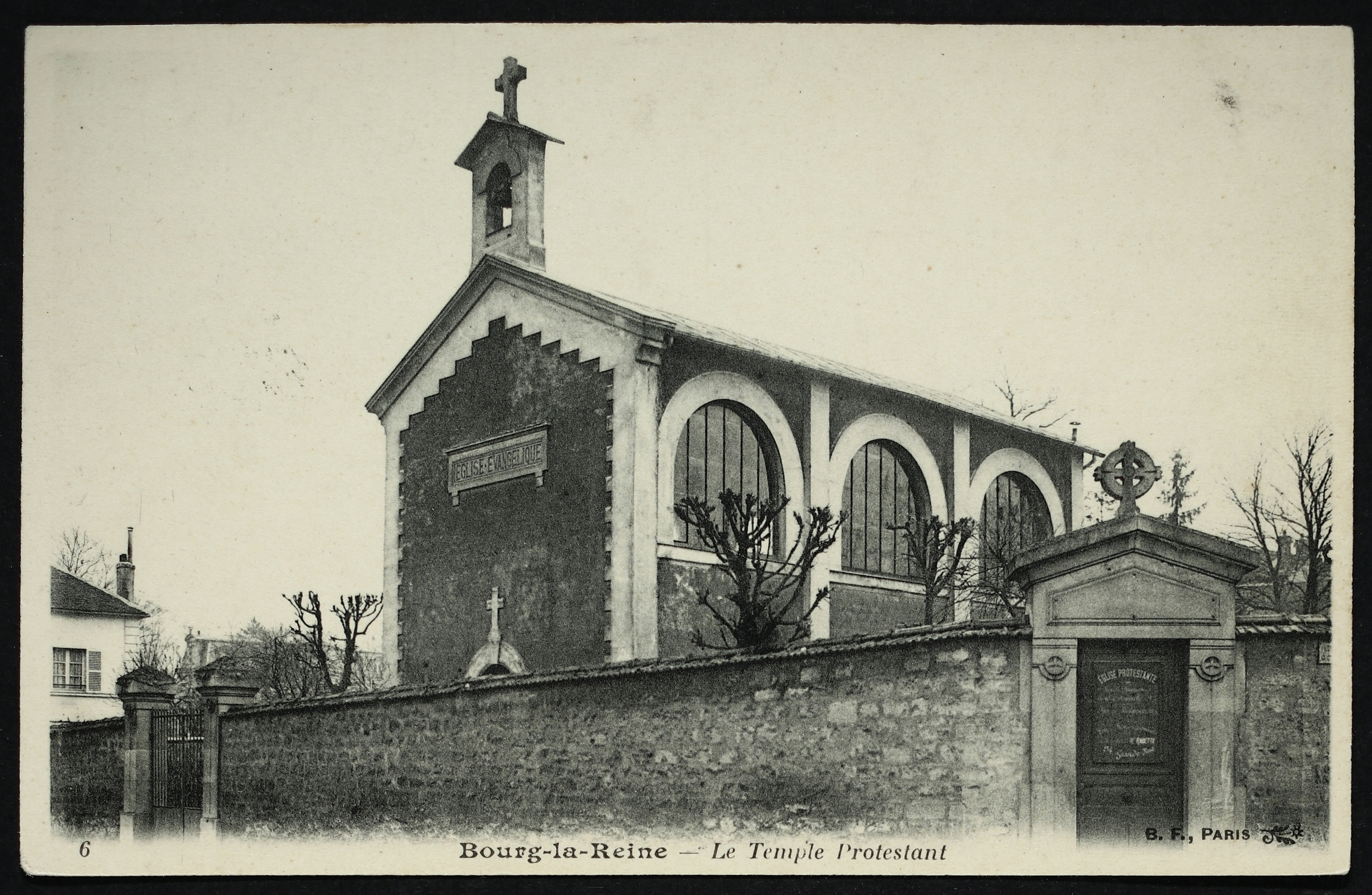
Le Temple Protestant, situé à l'angle de l'avenue de la République, au début du XXe siècle.

- Au no 5, noviciat des Sœurs de Notre-Dame du Calvaire[6].
- Aux no 14 et 14bis, une maison construite entre 1854 et 1870[7].
- Au no 23bis, institut médicaux-éducatif « Alternance », créé en 1993, de la Fondation Perce-Neige[8].
- Au no 26, temple protestant de Bourg-la-Reine. Sa construction, sur un terrain appartenant à Jules Demmler, est approuvée par le Conseil municipal du 22 juillet 1859 puis par le décret impérial du 3 mars 1860[9]. Cette église luthérienne inaugurée le 23 septembre 1860 est membre de l'Église protestante unie de France.